# Höghoppning vid världsmästerskapen i simsport 2024
Höghoppning vid världsmästerskapen i simsport 2024 avgjordes mellan den 13 och 15 februari 2024 vid Old Doha Port i Doha i Qatar.

## Program
Det tävlades i två grenar.
Alla tider är lokala (UTC+3).
| Datum            | Tid   | Gren                          |
| ---------------- | ----- | ----------------------------- |
| 13 februari 2024 | 11:00 | Damernas tävling, omgång 1–2  |
| 13 februari 2024 | 14:00 | Herrarnas tävling, omgång 1–2 |
| 14 februari 2024 | 11:00 | Damernas tävling, omgång 3–4  |
| 15 februari 2024 | 11:00 | Herrarnas tävling, omgång 3–4 |

## Medaljörer
| Gren                          | Guld                          | Guld   | Silver                 | Silver | Brons                     | Brons  |
| Herrarnas tävling Detaljer... | Aidan Heslop · Storbritannien | 422,95 | Gary Hunt · Frankrike  | 413,25 | Cătălin Preda · Rumänien  | 410,20 |
| Damernas tävling Detaljer...  | Rhiannan Iffland · Australien | 342,00 | Molly Carlson · Kanada | 320,70 | Jessica Macaulay · Kanada | 320,35 |

## Medaljtabell
*   Värdland ( Qatar)
| Nr                  | Nation              | Guld | Silver | Brons | Totalt |
| ------------------- | ------------------- | ---- | ------ | ----- | ------ |
| 1                   | Australien          | 1    | 0      | 0     | 1      |
| 1                   | Storbritannien      | 1    | 0      | 0     | 1      |
| 3                   | Kanada              | 0    | 1      | 1     | 2      |
| 4                   | Frankrike           | 0    | 1      | 0     | 1      |
| 5                   | Rumänien            | 0    | 0      | 1     | 1      |
| Totalt (5 nationer) | Totalt (5 nationer) | 2    | 2      | 2     | 6      |